# Angela Dinelli
Angela Dinelli (n. 1943) es una botánica, y profesora italiana, que realiza investigaciones en el "Jardín Botánico de Roma".

## Algunas publicaciones
- giovanni De Marco, angela Dinelli. 1974. First contribution to the floristic knowledge of Saudi Arabia. Annali di Botanica 33:209-36

- La abreviatura «Dinelli» se emplea para indicar a Angela Dinelli como autoridad en la descripción y clasificación científica de los vegetales.[1]